# 蕙蘭更生中心
蕙蘭更生中心（英語：Wai Lan Rehabilitation Centre），是香港懲教署轄下的一所低度設防的更生中心，位於新界大欖涌道18號A& B座。該中心於2002年投入服務，其所員為在《更生中心條例》下於芝蘭更生中心完成第一階段訓練的女性青少年。

## 外部連結
- 懲教署：蕙蘭更生中心 （页面存档备份，存于）